# Presiune

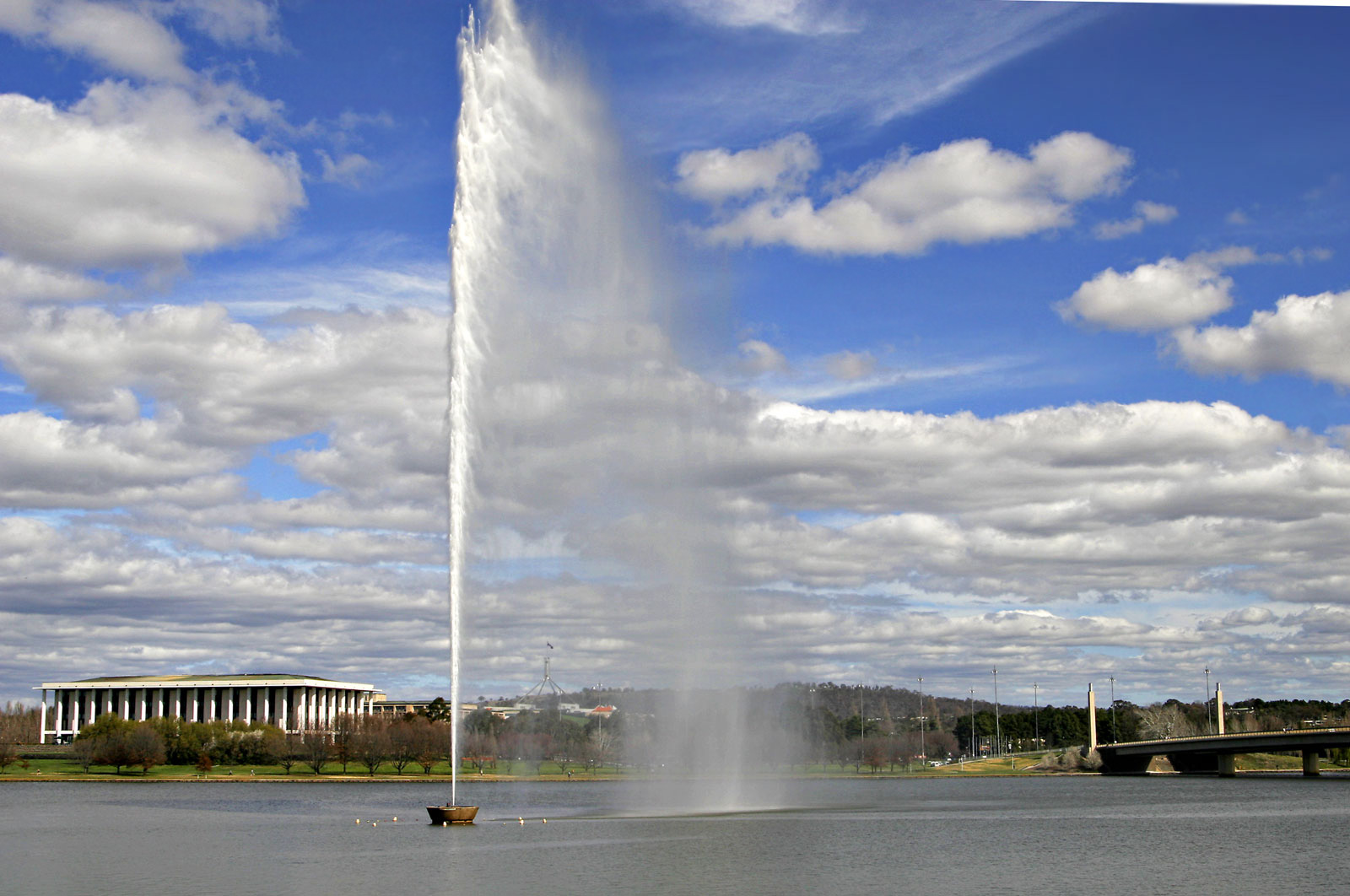
Utilizarea presiunii — Memorialul căpitanului Cook din Lake Burley Griffin, Canberra

Presiunea în fizică și tehnică este o mărime fizică scalară derivată, definită prin raportul dintre forță și unitatea de suprafață, forța fiind aplicată în direcție perpendiculară pe suprafața considerată. De regulă, este reprezentat prin simbolul p, mai rar, prin H sau h. Presiunea relativă este diferența de presiune față de presiunea atmosferică.

## Definiție
Relația de definiție este: 
{\displaystyle p={\frac {F}{S}}}
unde: {\displaystyle p} este presiunea, {\displaystyle F} este forța normală, {\displaystyle S} este suprafața.
Presiunea este o mărime scalară, care în SI se măsoară în pascali. 1 Pa = 1 N/m2.
Presiunea se transmite suprafețelor înconjurătoare ale domeniului sau secțiunilor prin fluid în direcție normală în orice punct a acestor suprafețe sau secțiuni. Ea este un parametru fundamental în termodinamică și este o variabila conjugată a volumului.

## Unități de măsură

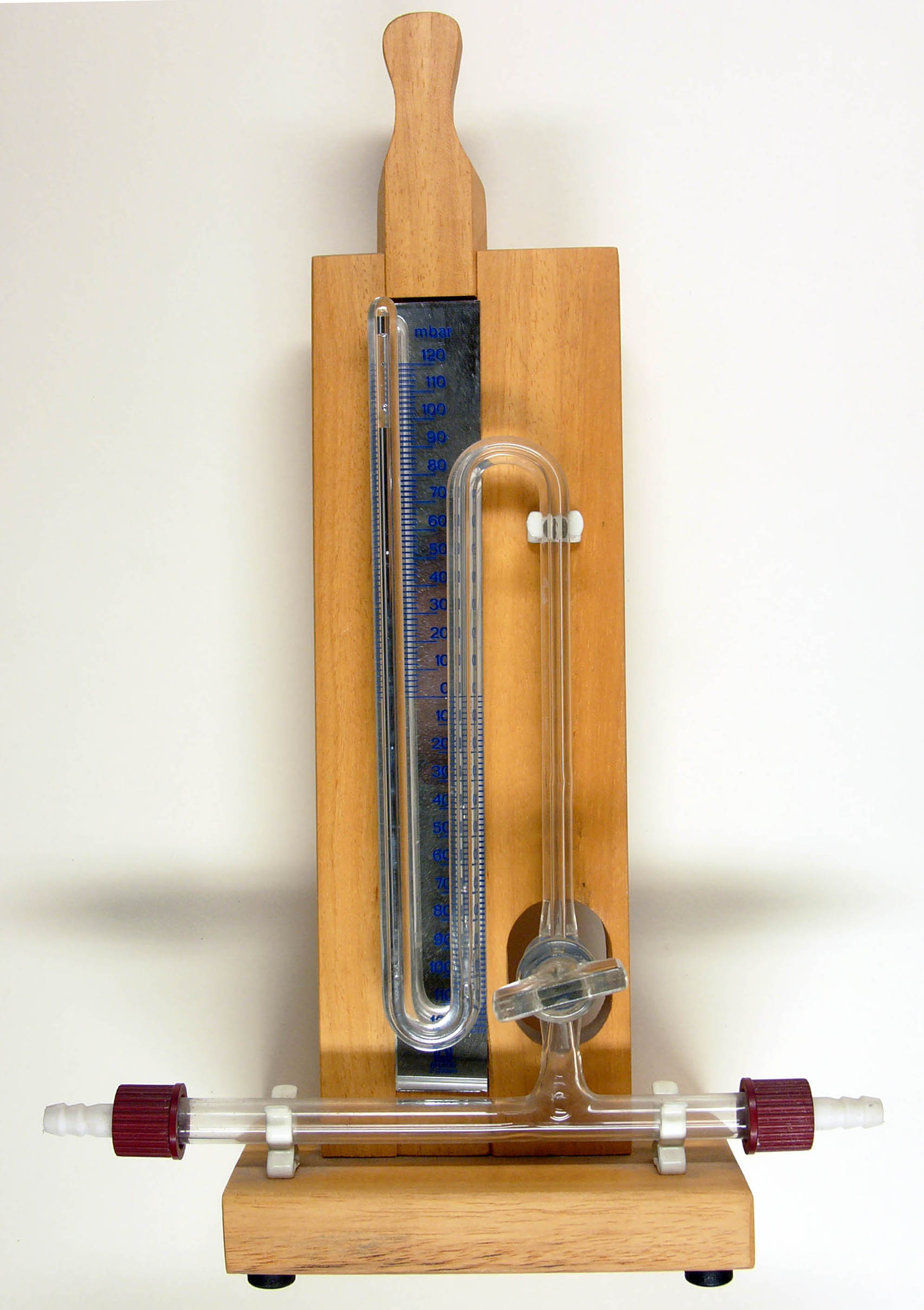
Manometru cu mercur

Măsurarea presiunilor se poate face cu manometrul. Manometrul pentru presiunea atmosferică se numește barometru.
Unitatea SI pentru presiune este pascalul (Pa), egal cu un Newton pe metru pătrat (N•m-2 sau kg•m-1•s-2). Această unitate a fost adoptată în 1971; înainte presiunea în SI era exprimată în N/m2.
Este tolerată unitatea de măsură bar: 1 bar = 105 Pa, ca fiind foarte apropiată ca mărime de vechea atmosferă tehnică (at).
Unitatea de măsură în alte sisteme de unități:
- MKfS: 1 kgf/cm2 = 1 at = 98066,5 Pa
- CGS: 1 barie = 1 dynă/cm2 = 0,1 Pa [1]

Uneori presiunea este exprimată în mmHg, ca presiunea exercitată de o coloană de mercur cu înălțimea de 1 mm. Deoarece în această definiție intervine densitatea mercurului – mărime a cărei valoare se putea modifica odată cu creșterea preciziei mijloacelor de măsurare – prin convenție s-a stabilit că 760 mmHg = 1 atm (atmosferă fizică) = 101325 Pa. Atmosfera fizică este considerată presiune normală în definirea multor proprietăți și corespunde aproximativ la presiunea atmosferică la nivelul mării.
La fel, presiunea se poate exprima în înălțimea unei coloane de lichid oarecare, mult folosită fiind apa: mmH2O. Presiunea este dată de relația (vezi mai jos la presiune hidrostatică):
{\displaystyle p=\rho \,g\,H}
unde H este înălțimea coloanei de lichid.
Densitatea lichidului ρ nu se cunoaște exact, iar accelerația gravitațională g nu are valori identice în orice punct de pe Pământ, așa că în mod convențional se consideră g = 9,80665 m/s2, iar pentru apă ρ = 1000 kg/m3.
Deși neacceptate în fizică, aceste „unități manometrice” se întâlnesc în practică, de exemplu presiunea sangvină adesea este exprimată în milimetri de mercur, iar la scufundări 10 m adâncime corespund la „o atmosferă”.
La gaze, presiunea este uneori exprimată nu ca presiune absolută, ci ca presiune relativă, relativ la presiunea atmosferică. Un exemplu este presiunea aerului în pneurile automobilelor, unde se spune "220 kPa", ceea ce înseamnă 220 kPa peste presiunea atmosferică. Deoarece presiunea atmosferică la nivelul mării este de cca. 100 kPa, presiunea absolută în pneu este cca. 320 kPa. În tehnică se spune "o suprapresiune de 220 kPa".

## Natura scalară a presiunii
În fluide în repaus moleculele sunt în continuă mișcare browniană. Deoarece numărul de molecule este foarte mare și mișcarea lor individuală este aleatoare nu se observă nicio mișcare la nivel macroscopic. Dacă fluidul este închis într-un vas, se va constata existența unei presiuni pe pereții vasului datorită impactului moleculelor fluidului cu pereții. Indiferent unde ar fi plasați acești pereți, chiar în vas, presiunea va fi aceeași peste tot. Vasul s-ar putea reduce la dimensiunile unui punct, în care presiunea va avea o unică valoare. Rezultă că presiunea este o mărime scalară, nu una vectorială, ea are o valoare, dar nu o direcție asociată în care se exercită. În interiorul unui fluid presiunea se exercită în toate direcțiile, iar la suprafețele care înconjoară domeniul, perpendicular pe aceste suprafețe.

## Presiune normală
Până în anul 1982, prin presiune normală s-a înțeles presiunea de o atmosferă fizică, adică 760 torr = 101325 Pa. Începând cu anul 1982 BIPM recomandă drept presiune normală presiunea de 1 bar = 100000 Pa, însă această recomandare încă nu s-a impus.

## Cazuri particulare

#### Presiune statică
Presiunea statică, notată de obicei pst este presiunea interioară a unui fluid, măsurată cu un aparat care se mișcă cu aceeași viteză ca și fluidul. De exemplu, pe pereții unei conducte se exercită presiunea statică a fluidului care curge prin ea.

#### Presiune dinamică
Presiunea dinamică, notată de obicei pdin este presiunea suplimentară a unui fluid care s-ar lovi de o suprafață și ar fi obligat să-și consume complet energia cinetică. Ea se exprimă prin relația:
{\displaystyle p_{din}=\rho {\frac {v^{2}}{2}}}
unde ρ este densitatea fluidului, în kg/m3, v este viteza, în m/s.

#### Presiune de stagnare
Presiunea de stagnare este presiunea pe care ar exercita-o un fluid în mișcare dacă ar fi forțat să se oprească. Dacă un fluid se mișcă mai repede, presiunea sa de stagnare crește. Presiunea statică și presiunea de stagnare sunt legate de numărul Mach al fluidului. A se vedea și ecuația lui Bernoulli, care însă este valabilă doar pentru fluide incompresibile.
Presiunea unui fluid în mișcare poate fi măsurată cu un tub Pitot, conectat la un manometru.

#### Presiune hidrostatică
Presiunea hidrostatică este presiunea datorită greutății unui fluid.
{\displaystyle p=\rho \,g\,h}
unde:
ρ (rho) este densitatea fluidului (ex. densitatea apei este practic 1000 kg/m3);
g este accelerația gravitațională (convențional 9,80665 m/s2 la suprafața mării);
h este înălțimea coloanei de fluid, (în metri).

#### Presiune parțială
Este presiunea ipotetică a unui anumit gaz dintr-un amestec. Presiunea parțială corespunde în acest caz presiunii ipotetice exercitate de acel gaz dacă ar ocupa singur tot volumul amestecului de gaze, conform Legii lui Dalton.
Se bazează pe transformarea izotermă virtuală:
{\displaystyle V_{i}\times p_{tot}=V_{tot}\times p_{i}}

#### Presiune de explozie sau deflagrație
Presiunile de explozie sau deflagrație sunt create prin aprinderea gazelor explozibile, a aerosolilor, a suspensiilor în spații închise sau deschise. Aceste presiuni se propagă sub forma unei unde de șoc.

#### Presiune negativă
Deși presiunile sunt de obicei pozitive, în câteva cazuri se întâlnesc presiuni negative:
- Când se discută de presiuni relative. De exemplu, o presiune absolută de 80 kPa poate fi exprimată ca o presiune relativă de -21 kPa (adică 21 kPa sub presiunea atmosferică de 101 kPa). În tehnică se spune "o depresiune de 21 kPa".
- Când forțele de atracție (ex. forța Van der Waals) între particulele de fluid depășește forțele de respingere. Acest scenariu este însă instabil, deoarece particulele se vor apropia până ce forțele de respingere vor echilibra forțele de atracție. Presiuni negative apar în timpul transpirației plantelor.
- Efectul Casimir poate crea mici forțe de atracție prin interacțiunea cu energia vidului. Uneori aceasta este numită 'presiunea vidului' (a nu se confunda cu depresiunea).
- În funcție de sistemul de referință la orientarea suprafețelor, o presiune pozitivă pe o față a unei suprafețe poate fi considerată negativă pe cealaltă față a suprafeței.
- În cosmologie. Vezi și energie întunecată, expansiunea universului.